# Kouty (district de Havlíčkův Brod)
Pour les articles homonymes, voir Kouty.
Kouty (en allemand : Kaut) est une commune du district de Havlíčkův Brod, dans la région de Vysočina, en République tchèque. Sa population s'élevait à 196 
habitants en 2020.

## Géographie
Kouty se trouve à 6 km au sud-sud-est de Ledeč nad Sázavou, à 22 km à l'est-nord-est de Havlíčkův Brod, à 36 km au nord-ouest de Jihlava et à 78 km au sud-est de Prague.
La commune est limitée par Bojiště au nord et à l'est, par Trpišovice au sud-est, par Dolní Město au sud, et par Kamenná Lhota à l'ouest.

## Histoire
La première mention écrite de la localité date de 1318.